# Загони (Братунац)
Загони (серб. Загони / Zagoni) — село в общине Братунац Республики Сербской Боснии и Герцеговины. Население составляет 323 человека по переписи 2013 года.

## География
Площадь обрабатываемых земель — 433 гектара.

## История
5 июля 1992 в дни Боснийской войны в Загонах мусульманские боевики устроили резню, убив 14 сербов.